# Dos Palos
Dos Palos és una ciutat dels Estats Units a l'estat de Califòrnia. Segons el cens del 2000 tenia 4.581 habitants.

## Demografia
Segons el cens del 2000, Dos Palos tenia 4.581 habitants, 1.424 habitatges, i 1.116 famílies. La densitat de població era de 1.187,1 habitants/km².
Dels 1.424 habitatges en un 45,6% hi vivien nens de menys de 18 anys, en un 58,5% hi vivien parelles casades, en un 14,7% dones solteres, i en un 21,6% no eren unitats familiars. En el 18,7% dels habitatges hi vivien persones soles el 8,8% de les quals corresponia a persones de 65 anys o més que vivien soles. El nombre mitjà de persones vivint en cada habitatge era de 3,2 i el nombre mitjà de persones que vivien en cada família era de 3,63.
Per edats la població es repartia de la següent manera: un 34,9% tenia menys de 18 anys, un 8,8% entre 18 i 24, un 26,8% entre 25 i 44, un 19% de 45 a 60 i un 10,4% 65 anys o més.
L'edat mediana era de 30 anys. Per cada 100 dones de 18 o més anys hi havia 92,4 homes.
La renda mediana per habitatge era de 29.147 $ i la renda mediana per família de 35.906 $. Els homes tenien una renda mediana de 30.568 $ mentre que les dones 20.960 $. La renda per capita de la població era de 13.163 $. Entorn del 19,1% de les famílies i el 22,8% de la població estaven per davall del llindar de pobresa.

## Poblacions properes
El següent diagrama mostra les poblacions més properes.